# Roczniki czyli kroniki sławnego Królestwa Polskiego
Roczniki czyli kroniki sławnego Królestwa Polskiego, oryginalny tytuł łaciński: Annales seu cronicae incliti Regni Poloniae – średniowieczne dzieło historyczne z gatunku annales spisane przez polskiego historyka Jana Długosza w latach 1455–1480. Między innymi na ich podstawie Henryk Sienkiewicz napisał Krzyżaków.

## Historia
Roczniki autorstwa Jana Długosza zaczęły powstawać w 1455. Zawarte tu są istotne zbiory wiedzy, z których korzysta wielu historyków. Informacje te uzyskał Długosz ze źródeł, do których w większości inni kronikarze nie mieli dostępu, ponieważ pełnił on wcześniej ważne funkcje jako duchowny, a następnie został pomocnikiem króla Kazimierza Jagiellończyka. Miał dostęp do dokumentów przechowywanych w kancelarii królewskiej. Z pewnością korzystał z oryginału Kroniki konfliktu, znał również i uwzględnił relacje krzyżackie. W przypadku bitwy grunwaldzkiej bardzo wiele przejął z opowiadań jej uczestników. Należeli do nich krewni kronikarza: ojciec i stryj, a przede wszystkim kardynał i biskup krakowski Zbigniew Oleśnicki, długoletni zwierzchnik i protektor Jana Długosza. Zapis kronik kończy się na roku 1480.
Badania polskich historyków dowiodły, iż Długosz pisał tendencyjnie. Nieprzychylnie przedstawiał Jagiełłę.
Roczniki czyli kroniki sławnego Królestwa Polskiego podzielone są na tomy (w zależności od wydania liczba tomów może być różna; zwykle jest ich 11), a te na księgi (w podziale Długosza było ich 12).
12 ksiąg opisujących dzieje Polski od czasów legendarnych do 1480, poprzedzone pierwszym opisem geograficznym Polski pt. „Chorographia...”, powst. 1455–1480, wydane pt. Historia polonica Joannis Długossi, wyd. J. Szczęsny Herburt, Dobromil 1614 (ks. 1–4), Dobromil 1615, drukarnia J. Szeliga (ks. 1–6; edycja przerwana zakazem Zygmunta III); pt. Historiae polonicae libri XII, quorum sex posteriores nondum editi (staraniem H. Huyssena), t. 1–2, Frankfurt 1711, drukarnia J.L. Gleditsch i M.G. Weidmann (edycja niekompletna). Pełne wydanie ukazało się w latach 1701–1703. Pierwsze wydanie w przekładzie na język polski ukazało się w latach 1867–1870 pt. Jana Długosza kanonika krakowskiego Dziejów polskich ksiąg dwanaście. Drugie wydanie w przekładzie na język polski rozpoczęło się w 1961 i zakończyło w 2006.
| Tom  | Księga  | Lata      | Rok wydania Roczników | Rok wydania Annales |
| ---- | ------- | --------- | --------------------- | ------------------- |
| I    | 1 i 2   | do 1038   | 1961                  | 1964                |
| II   | 3 i 4   | 1039–1139 | 1969                  | 1970                |
| III  | 5 i 6   | 1140–1240 | 1973                  | 1973                |
| IV   | 7 i 8   | 1241–1299 | 1974                  | 1975                |
| V    | 9       | 1300–1370 | 1975                  | 1978                |
| VI   | 10      | 1370–1405 | 1981                  | 1985                |
| VII  | 10 i 11 | 1406–1412 | 1982                  | 1997                |
| VIII | 11      | 1413–1430 | 1985                  | 2000                |
| IX   | 11 i 12 | 1431–1444 | 2004                  | 2001                |
| X    | 12      | 1445–1461 | 2005                  | 2003                |
| XI   | 12      | 1462–1480 | 2006                  | 2005                |

## Wydania

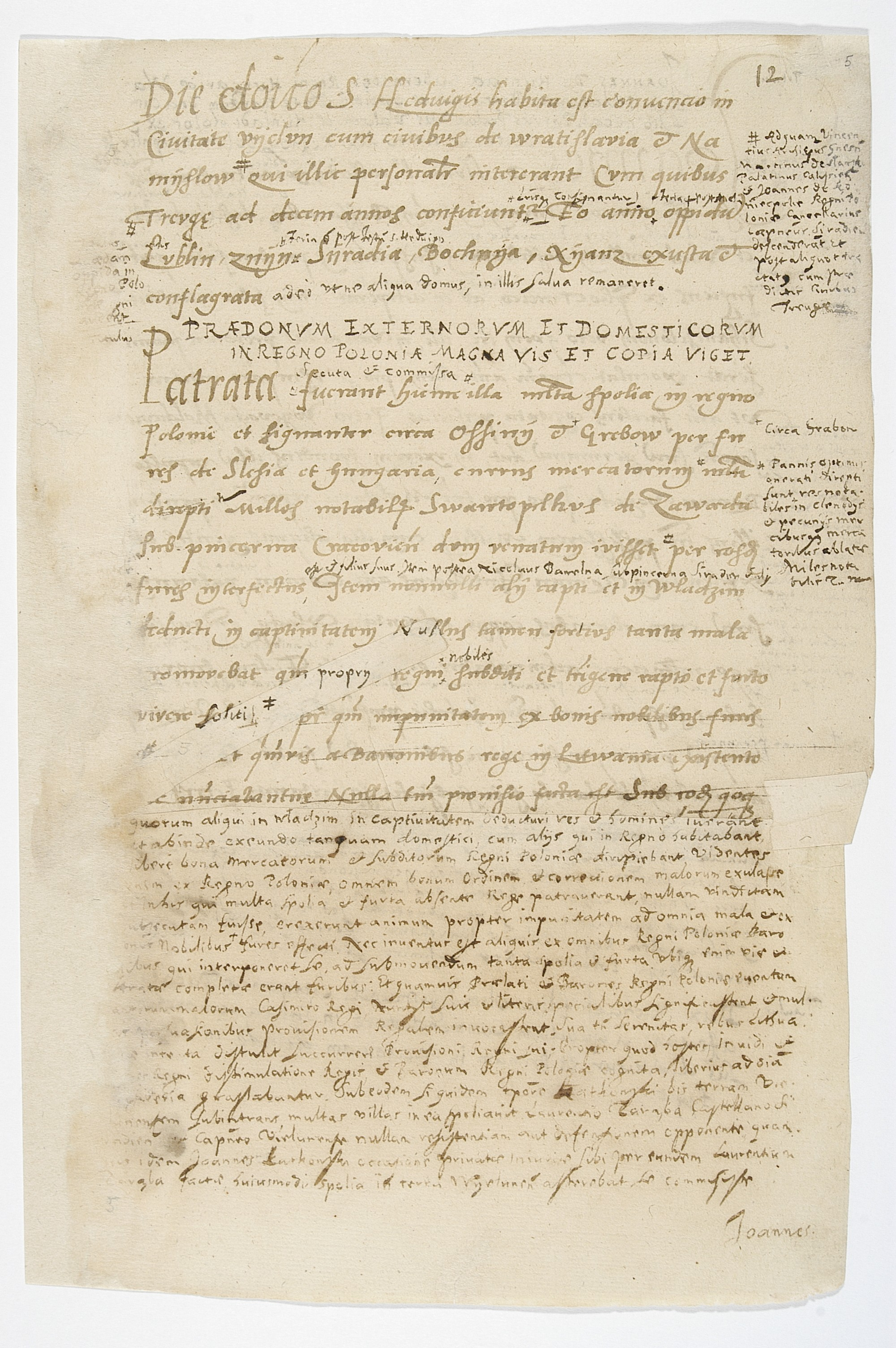
Strona z rękopisu księgi XII

Kroniki zostały wydane drukiem w 1614 w Dobromilu w oficynie Jana Szeligi (nie notowane w Bibliografii Karola Estreichera jako uważane za zaginione w XIX wieku; egzemplarz pierwszego wydania odnalazł Wiesław Wydra i zakupiła go Biblioteka Uniwersytecka w Poznaniu w 2000 roku). Wersja została poddana cenzurze przez Zygmunta III na prośbę wpływowych magnatów. Pierwsze pełne wydanie ukazało się w latach 1701–1703. W całości Annales seu cronicae incliti Regni Poloniae zostały wydane w 1711 w Lipsku dzięki Henrykowi ab Huyssenowi. Po polsku kronika została wydrukowana w latach 1863–1887 w Krakowie w przekładzie Karola Mecherzyńskiego.
Analizą krytyczną dzieła zajmował się m.in. mediewista Aleksander Semkowicz w swojej pracy pt. Krytyczny rozbiór Dziejów polskich Jana Długosza (do roku 1384) oraz Jan Dąbrowski i Krystyna Pieradzka w ich pracy pt. Rozbiór krytyczny Annalium Poloniae Jana Długosza (1961).